# Alcis contrasta
Alcis contrasta là một loài bướm đêm trong họ Geometridae.